# Kedondong (Bagor)
Kedondong is een bestuurslaag in het regentschap Nganjuk van de provincie Oost-Java, Indonesië. Kedondong telt 1837 inwoners (volkstelling 2010).